# Württemberské hrabství
Württemberské hrabství (německy Grafschaft Württemberg) byl ve středověku stát Svaté říše římské. Vzniklo na konci 11. století odtržením se od Švábského vévodství. Roku 1495 se pod vládou Eberharda I. stalo vévodstvím.
Název Württemberska vzešel od jména pahorku, který se nachází dnes v okrese Untertürkheim v Rotenbergu, městě Stuttgart. Na něm až do roku 1819 stával hrad Wattenberg. V dobových záznamech se hrabství zapisovalo jako „Wirtenberg“, a to až do roku 1350.

## Symbolika
V roce 1442 se Württemberské hrabství smlouvou z Nürtingenu mezi bratry Ondřeje a Ludvíka. Ondřejův württemberský díl ležel na východě s dosavadním sídlem ve městě Stuttgart. Ludvíkovo panství mělo sídlo v Urachu a roku 1444 se rozrostlo ještě o hrabství Montbéliard.

znak:
Württemberg (Stuttgart)
Württemberg-Urach (1444–1495)